# Blame!
Blame! (ブラム！?, Buramu!, pronunciato "blam" come il suono della pistola) è un manga scritto, disegnato da Tsutomu Nihei, e pubblicato in Italia da Planet Manga. Dal fumetto è stata tratta una miniserie ONA di sette episodi nel 2003; Netflix ha prodotto un adattamento cinematografico in animazione 3D, uscito sulla sua piattaforma streaming il 19 maggio 2017.

## Trama e ambientazione
Il protagonista è Killy, un individuo solitario, armato solo di una piccola ma letale pistola. Il suo obiettivo è di trovare esseri umani che possiedono i cosiddetti "geni per i terminali di rete". Si tratta di geni o marcatori genetici che consentono a chi li possiede di accedere alla rete, l'infrastruttura digitale che controlla e lega la Città. Questo gene sembra essere la chiave di volta per bloccare l'espansione selvaggia della Città che cresce senza sosta da tempo immemore. I "Costruttori", individui meccanici di proporzioni enormi, la cui programmazione è quella di appunto ampliare la città, si dice possano essere controllati solo da chi possiede il gene per i terminali di rete.
L'universo di Blame! è un mondo inumano: un'enorme sequenza di livelli, enormemente estesi sia in orizzontale sia in verticale. Killy vaga per i vasti piani artificiali, separati da barriere apparentemente insuperabili conosciute col nome di "Megastrutture".
Nella sua ricerca Killy sarà però ostacolato dagli esseri di silicio, creature tecnorganiche (transumane), che, a differenza del protagonista, hanno come scopo l'eliminazione totale del gene terminale di rete, in quanto l'espansione caotica della città è essenziale per la sopravvivenza della loro specie. Un altro pericolo mortale è costituito dalle Safeguard, esseri che costituiscono il sistema di protezione della rete e che uccidono senza alcuna pietà gli esseri umani senza il gene per i terminali e, in generale, chiunque tenti di accedere abusivamente alla rete.
Durante il suo viaggio, Killy incontra e fa squadra con Cibo, un tecnico con capacità di interconnessione a terminali di minore sicurezza. La sua conoscenza della Città aiuterà Killy nella sua ricerca.

## Personaggi

### Personaggi principali
- Killy (霧亥, Kirii): il protagonista, armato di un irradiatore gravitonico (重力子放射線射出装置, letteralmente “apparecchio d’emissione di raggi di gravitone”) e di una notevole forza fisica. È alla continua ricerca di qualcuno in possesso dei geni per i terminali di rete. Durante gli eventi si scopre essere una safeguard del precedente sistema di governo che ora lavora per la salvaguardia degli umani.
- Cibo (シボ, Shibo) (nella prima edizione italiana viene erroneamente chiamata Tsubo): nel 2° numero diventa amica e compagna di viaggio di Killy. È una scienziata appartenente alla Corporazione Bioelettro(生電社, Seidensha) incredibilmente abile nell'uso di qualsiasi tecnologia, inizia il viaggio con Killy spinta dalla curiosità di scoprire gli altri livelli. Cambierà diversi corpi durante la storia.

### Personaggi secondari
Safeguard
- Sanakan (サナカン) : una piccola ragazza dai capelli scuri e corti che viene salvata da Killy e Cibo, in seguito si scoprirà essere una safeguard di livello 6 con l’intento di sterminare gli esseri umani senza il gene per i terminali di rete. Questo cambia quando, verso la fine del manga, diventa un rappresentante del dipartimento di governo, con l’obiettivo di recuperare Cibo.
- Dhomochevski e Iko: safeguard speciali, come Killy, incaricate di proteggere gli esseri umani della loro megastruttura, ora deserta. Dopo un contrasto iniziale si alleeranno a Killy e Cibo.

Esseri di silicio
- Ivy: Leader dell’attacco da parte degli esseri di silicio alle Industrie pesanti dell'estremo oriente. Porta con lui un'enorme spada.
- Maeve: Aiutante di Ivy. Una volta sconfitta da Seu, prende il controllo di un modello di cyborg avanzato.
- Blon: Uno dei sottoposti di Davinelulinvega. È capace di creare creature simil-vermi e creature simil-sanguisughe.
- Schiff: Un tenente di Davinelulinvega. Ha una forma umanoide e possiede due lame rettangolari simili agli artigli di wolverine che può lanciare a piacimento.
- Pcell: subordinata di Davinelulinvega, molto abile nel combattimento. Secondo Iko lei è la più pericolosa tra gli esseri di silicio sottoposti a Davine.
- Davinelulinvega (chiamata anche Davine Lu Linvega): Essere di silicio il cui scopo è entrare nella Net Sphere. Ci riesce sotto forma di Seu, grazie al DNA donato a Cibo da Mensab. Dopo il fallito tentativo riesce a rubare i dati di una Safeguard di livello 9.

Umanoidi
- Tecno Nomadi: sono braccati dai Limitatori e dai Governatori.
- Pescatori degli Elettrosilos: un popolo pigmeo che aiuteranno Killy e Cibo nel loro viaggio verso le Industrie pesanti dell'estremo oriente.
- Avvizziti: popolo quasi indigeno, estremamente forti, non comunicano con gli estranei e sono armati di lance ondulate. Vengono cacciati per fare esperimenti sui loro corpi.
- Popolo di Kaito e dintorni: sono una specie umana più alta del normale di circa il doppio, tanto che credono che Killy sia un ragazzino.
- Kumoi: viene da Yakima ed è un po' strano. Si occupa di Yaki. Incontra Killy durante il suo viaggio e gli indica un lungo ponte verso Yakima.
- Yaki: viene da Yakima.
- Nami: tratta i viveri portati da Tesshan e chiede a quest'ultimo di portare Killy a Kaito.
- Tesshan (soprannominato Tesshi): trasporta merci. In particolare trasporta Avviziti verso Kaito per i tecnici della Elettro-vite. Da un passaggio a Killy verso Kaito e muore ucciso dagli Avviziti durante il viaggio.
- Yosho: navigatore non umano (almeno non completamente) di Tesshan. Muore ucciso da Killy.
- Saki: trasportatore merci come Tesshan. Non compare mai, ma Killy e Tesshan trovano il suo cargo distrutto durante il loro viaggio verso Kaito.

Personaggi minori
- Mensab (chiamata Menserve in BLAME ACADEMY! e chiamata erroneamente Mancyborg nella prima edizione italiana): I.A. di controllo dell’ottava grotta della Toha Heavy Industry, espulsa dalla I.A. collettiva. È molto attaccata a Seu.
- Seu: Un umano che serve e protegge Mensab, dotato di uno spadone e un’armatura che ricopre tutto il suo corpo.
- Il presidente: essere gigantesco tecnologicamente connesso. Governa la Fabbrica Bio Elettro e probabilmente tutta Kaito. Viene ucciso da Killy.
- Limitatori
- Governatori: in principio conosciuti come "gli scartati" attaccano chiunque senza una vera ragione apparente.
- Costruttori: automi senza controllo che continuano a costruire ed espandere i livelli.

## Luoghi
- Yakima: città di Kumoi e Yaki
- Kaito (detta "Città degli ammassati"): città dove si trova la Fabbrica Bio-Elettro, governata dal Presidente. La popolazione è composta per la maggior parte di Operai sfruttati dagli scienziati della fabbrica.
- Industrie pesanti dell'estremo oriente (Toa Heavy Industries, 東亜重工, Tōa jūkō): enorme edificio (possibilmente un veicolo) separato dalla megastruttura, diviso in diversi settori, ognuno gestito da una intelligenza artificiale autonoma con lo scopo di salvaguardare gli abitanti ed il funzionamento dei macchinari. All'interno è possibile trovare tecnologica avanzatissima, perfino un macchinario in grado di creare qualsiasi cosa, ma anche persone ed interi villaggi. A governare l'intera struttura c'è un I.A. centrale la quale ha siglato un patto con la Netsphere per bloccare l'ingresso a safeguard e Governatori. Il patto verrà in seguito rotto dalla stessa I.A. centrale per permettere il teletrasporto della struttura.

## Media

### Manga
In Giappone la serie fu pubblicata da Kōdansha sulla rivista Afternoon dal 1997 al 2003 ed in seguito raccolta in 10 tankōbon.
In Italia è stata la prima opera pubblicata sulla testata Planet 2000 (collana della Planet Manga) dall'aprile 2000 al novembre 2004. Su forum di discussione dedicati ci sono stati dibattiti relativi alla qualità della traduzione delle prime edizioni dell'opera: precisamente si parlava di diversi dialoghi palesemente errati e privi di senso. Il manga è stato successivamente ristampato, sempre da Planet Manga, da ottobre 2011 a luglio 2012 in una riedizione in 5 volumi di grande formato con una traduzione riveduta e corretta, la ultimate deluxe edition. Da novembre 2015 a gennaio 2018, sempre Planet Manga ha pubblicato Blame! nuova edizione, una riedizione in 10 volumi con la nuova traduzione della ultimate deluxe. Il 24 febbraio 2022 è stata pubblicata la Master Edition, 6 volumi, pagine a colore e più grande della ultimate deluxe, disponibile anche in cofanetto. 
L’universo narrativo manga di Blame! è formato da:
- NOiSE (prequel)
- BLAME!
- BLAME ACADEMY! and so on (10 storie brevi: 8 di natura parodistica e i 2 sequel Netsphere Engineer e BLAME!2 )
- BLAME!: the Electrofishers’ escape (versione alternativa adattata dal film di Netflix)

Negli Stati Uniti è stato pubblicato dalla Tokyopop.

#### Volumi
| 1  | 20 giugno 1998 | ISBN 4-06-314182-9                                                  | 16 marzo 2000     |
| 1  | Capitoli Log 1: Il gene per i termini di rete Log 2: I ricordi della terra Log 3: I tecno-nomadi Ex-Log Log 4: Il dipartimento di governo Log 5: La fuga Log 6: Vite di silicio Log 7: I costruttori                                                    |                                                                     |                   |
| 2  | 16 dicembre 1998 | ISBN 4-06-314194-2                                                  | 18 maggio 2000    |
| 2  | Capitoli Ex-Log: Nido abbandonato Log 8: Kaito Log 9: L'industria Bioelettro Log 10: La Netsphere Log 11: Il sistema di sicurezza |                                                                     |                   |
| 3  | 20 agosto 1999 | ISBN 4-06-314218-3                                                  | 20 luglio 2000    |
| 3  | Capitoli Log 12: Il re dalla grande sacca Log 13: I pescatori della base elettrica Log 14: I piantatori Log 15: Risveglio Log 16: Attacco Log 17: La matrice linguistica Log 18: Sterminio                                                              |                                                                     |                   |
| 4  | 21 marzo 2000 | ISBN 4-06-314235-3                                                  | 21 settembre 2000 |
| 4  | Capitoli Log 19: Il cyberspazio di backup Log 20: Limit off Log 21: Hybrid Log 22: Le industrie pesanti dell'estremo oriente Log 23: I cavalieri elettrici Log 24: L'ottava grotta                                                                      |                                                                     |                   |
| 5  | 20 settembre 2000 | ISBN 4-06-314251-5                                                  | 22 febbraio 2001  |
| 5  | Capitoli Log 25: Hacking Log 26: La grotta della dispersione Log 27: La fornace gravitonica Log 28: Version Log 29: La tredicesima grotta Log 30: sospensione del conflitto                                                                             |                                                                     |                   |
| 6  | 21 marzo 2001 | ISBN 4-06-314263-9                                                  | 31 gennaio 2002   |
| 6  | Capitoli Log 31: Sanakan e Cibo Log 32: Vibrazione Log 33: Crollo Log 34: Fusione Log 35: Estinzione Log 36: Beautiful life Log 37: Unofficial megastructure                                                                                            |                                                                     |                   |
| 7  | 19 ottobre 2001 (ed. limitata) 20 ottobre 2001 (ed. regolare) | ISBN 4-06-314277-9 (ed. regolare) ISBN 4-06-336342-2 (ed. limitata) | 20 giugno 2002    |
| 7  | Capitoli Log 38: Il database centrale Log 39: Arma a contingenza critica di primo tipo Log 40: Cattura Log 41: Il campo elettrico anti-invasori Log 42: La fessura interna alla megastruttura Log 43: Le safeguard speciali                             |                                                                     |                   |
| 8  | 20 aprile 2002 | ISBN 4-06-314289-2                                                  | 19 dicembre 2002  |
| 8  | Capitoli Log 44: L'interno della megastruttura Log 45: Corpo mobile a struttura molecolare composita Log 46: La linea di autenticazione per il collegamento provvisorio Log 47: Intrusione Log 48: Impulso Log 49: Level 9 Log 50: Lontano              |                                                                     |                   |
| 9  | 18 dicembre 2002 | ISBN 4-06-314310-4                                                  | 18 settembre 2003 |
| 9  | Capitoli Log 51: Il gruppo di accumulatori elettrici in parallelo Log 52: Una voce che chiama Log 53: Dispersione Log 54: Il catturatore Log 55: Ritrovarsi Log 56: Persone Log 57: L'osservatore                                                       |                                                                     |                   |
| 10 | 18 settembre 2003 | ISBN 4-06-314328-7                                                  | 18 novembre 2004  |
| 10 | Capitoli Log 58: Cavo metallico asettato Log 59: Continuum Log 60: Organical Log 61: Burning silicon Log 62: Il recupero del ricettore Log 63: Sterminatore di alto rango Log 64: Recupero della personalità FINAL-Log: Oltre i confini della metropoli |                                                                     |                   |

### ONA
Una serie di brevi cortometraggi animati, lunghi circa 6 minuti, è stata prodotta e distribuita nel 2003, con il titolo Blame! Ver.0.11: inizialmente sei episodi sono stati pubblicati come ONA, ed in seguito l'opera è stata riedita in DVD come OAV aggiungendo un settimo episodio inedito. Tale serie è tutt'altro che chiarificatrice della trama: gli episodi infatti traspongono solo alcuni spezzoni del manga e non l'intera storia. L'opera è stata realizzata in maniera molto sperimentale, con inquadrature molto innovative e musiche e sfondi particolari.
La serie è ufficialmente inedita in Italia. Alcuni degli episodi sono stati trasmessi su NekoTV dal 30 novembre 2011, in lingua originale con sottotitoli in italiano: si trattava, però, di un fansub utilizzato illecitamente ed all'insaputa dei realizzatori, che ne hanno poi chiesto la rimozione, avvenuta circa un mese dopo.

#### Episodi
| Nº        | Titolo italiano (traduzione letterale) Giapponese 「Kanji」 - Rōmaji | Distribuzione   | Distribuzione |
| Nº        | Titolo italiano (traduzione letterale) Giapponese 「Kanji」 - Rōmaji | Giapponese      |               |
| Log 1     | megastruttura 「Megastructure」                                      | 24 ottobre 2003 |               |
| Log 2     | creatura di silicio 「silicon creature」                             | 24 ottobre 2003 |               |
| Log 3     | netsphere 「netsphere」                                              | 24 ottobre 2003 |               |
| Log 4     | Tochikyoku 「Tochikyoku」                                            | 24 ottobre 2003 |               |
| Log 5     | Killy 「Killy」                                                      | 24 ottobre 2003 |               |
| Log 6     | Cibo 「Cibo」                                                        | 24 ottobre 2003 |               |
| Extra Log | Dati compressi 「Collapsed Data」                                    | 24 ottobre 2003 |               |

### Film anime
Un lungometraggio animato in CGI è stato annunciato da vari anni, ma la sua realizzazione è stata spesso rimandata. Alla fine la trasposizione è stata confermata a novembre 2015: il film omonimo, diretto da Hiroyuki Seshita, scritto da Tsutomu Nihei e Sadayuki Murai ed animato da Polygon Pictures, è stato distribuito da Netflix il 19 maggio 2017 anche doppiato in italiano.

## Accoglienza
Jarred Pine di Mania.com ha commentato "non è un compito facile" parlare della storia nel primo volume in quanto "lascia una vasta gamma di domande aperte per il lettore, niente in superficie per dare al lettore un senso di direzione o scopo". Pine ha affermato che Blame! non ha un fascino di massa e "ci sarà una linea piuttosto forte che dividerà coloro che amano e odiano il viaggio cyberpunk unico e contorto di Nihei".
Nel 2006 l'edizione Tokyopop è stata nominata per un Harvey Award nella categoria "Best American Edition of Foreign Material".